# Galindo Belascotenes
Galindo Belascotenes, Galindo Velascotenes , Galindo Velasco o Ibn Belascut son denominaciones que distintas fuentes medievales (latinas y árabes, cristianas y musulmanas) dan a un enigmático personaje de finales del siglo VIII (la referencia a Ibn Belascut se asocia al año 781 de la era cristiana -165 de la hégira-) del que únicamente se sabe que era un caudillo vascón y al cual se cita como padre de García Galíndez "el Malo" (conde de Aragón a comienzos del siglo IX).
El antropónimo «Galindo», que aparece repetidamente en los linajes del Pirineo occidental de la época, podría ser una muestra de visigotismo. Algunos autores han especulado con un posible origen báltico, en la tribu de los galindios, una rama de los aestii.